# Mallestiger Mittagskogel
L'Mallestiger Mittagskogel (in sloveno: Mallestiger Mittagskogel) con 1.794 m s.l.m. è una montagna della catena delle Caravanche, posta al confine tra Austria e Slovenia nei comuni di Finkenstein am Faaker See e Kranjska Gora.